# Santa Cruz, Zambales
Santa Cruz là một đô thị hạng 2 ở tỉnh Zambales, Philippines. Theo điều tra dân số năm 2000, đô thị này có dân số 49.269 người trong 9,754 hộ.

## Các đơn vị hành chính
Santa Cruz được chia thành 28 barangay:
| - Acoje - Babuyan - Bangcol - Bayto - Biay - Bolitoc - Bulawon - Canaynayan - Gama - Guinabon - Guisguis - Lipay - Lomboy - Longos | - Lucapon North (Familia Calado Property) - Lucapon South - Malabago - Mapalad - Naulo - Pagatpat - Pamonoran - Poblacion North - Poblacion South - Sabang - San Fernando - Tabalong - Tubotubo North - Tubotubo South - Fernando Calado - Teresa Calado - Lou Alfred Calado - Mark Ivan Calado - Jan Francis Calado - Ella Marie Calado - Angelica Joy Calado |